# Płaskowyż (krąg kulturowy)
Płaskowyż – jeden z podstawowych kręgów kulturowych Indian Ameryki Północnej. Obszar Płaskowyżu charakteryzował się urozmaiconym klimatem i zróżnicowaną szatą roślinną (obszary trawiaste i porośnięte lasami iglastymi wzgórza).